# Crete (Nebraska)
Crete ist eine Stadt im Saline County im US-amerikanischen Bundesstaat Nebraska.

## Demografie
Laut United States Census 2000 hat Crete 6028 Einwohner, davon 2963 Männer und 3065 Frauen.

## Lage
Crete liegt im Südosten Nebraskas, ca. 30 km südwestlich von Lincoln, an den Nebraska State Highways 33 und 103.

## Geschichte

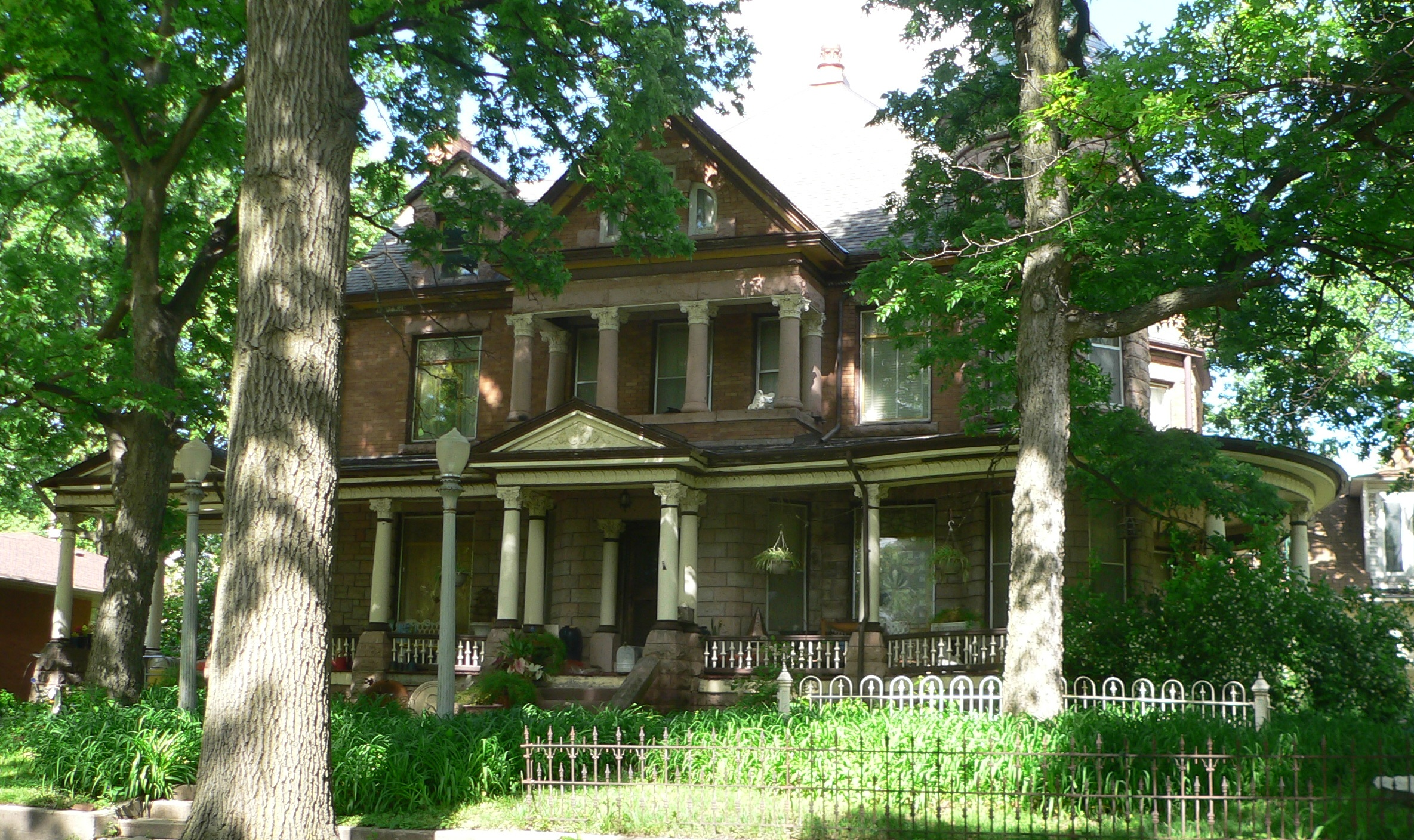
Crete, College Hill Historic District, 11th Street, Ecke Grove Avenue

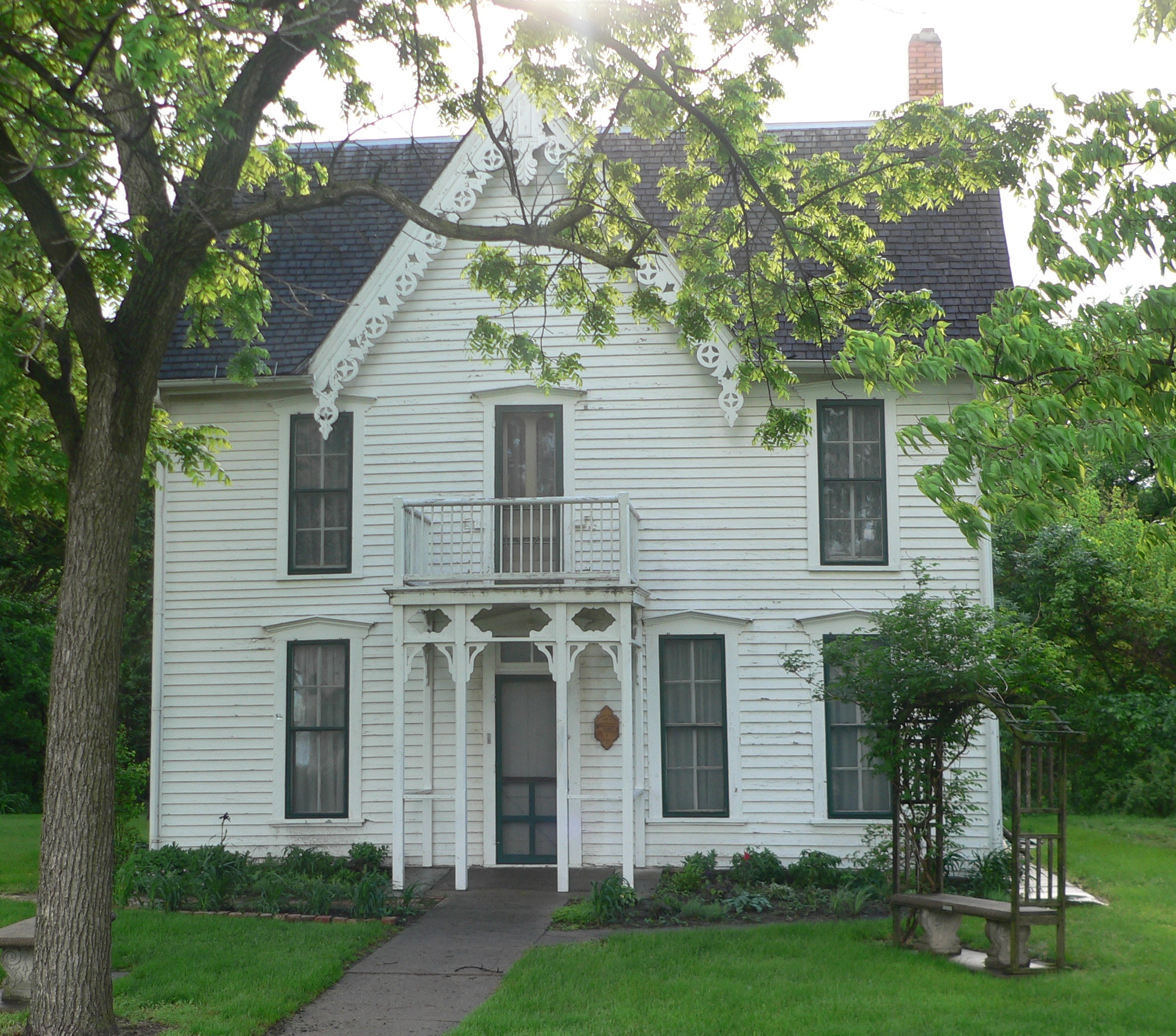
Crete, Jesse C. Bickle House, 800 West 13th Street

Crete wurde um 1860 von dem Siedler Jesse C. Bickle gegründet, der sich dort 1860 ein Haus baute, das seit 1977 im National Register of Historic Places aufgeführt ist. Heute hat dort die Crete Heritage Society ihren Sitz.
Der Ort hieß zunächst „Blue River City“ und gehörte der 1852 gegründeten Burlington and Missouri River Railroad. Die Stadt wurde später nach der griechischen Insel Kreta (engl. „Crete“) benannt, von der bereits die Stadt Crete in Illinois ihren Namen abgeleitet hatte. 1881 entstanden das Holzhaus der High School sowie drei weitere Schulen. 
Crete stellte sich zweimal zur Wahl zum County Seat (1877 und 1927), allerdings ohne Erfolg. In den 1890er Jahren verzeichnete der kleine Ort bedeutenden Zuwachs durch zahlreiche Einwanderer aus Böhmen.
Im ersten Jahrzehnt des 20. Jahrhunderts entstand das erste Theater, „The Lyric“, und 1915 wurde dann die „Sokol Hall“ eingeweiht, in die sich dann ein Großteil des gesellschaftlichen Lebens verschob.
Der sogenannte College Hill Historic District ist heute aufgelistet im National Register of Historic Places.

## Persönlichkeiten
- Der deutsche Musikschriftsteller Gustav Schilling (1805–1880) floh 1857 hochverschuldet aus seiner Heimat und verbrachte den Rest seines Lebens in Crete auf der Farm seines Sohnes. Er wurde am 23. Dezember 1862 vom Schwurgericht in Esslingen wegen Schulden in Höhe von 150.000 Gulden und Fälschung von Wechseln in Abwesenheit „zu einer Zuchthausstrafe von zehn Jahren“ verurteilt.[3] Eine Auslieferung nach Deutschland kam nicht zustande. Schilling starb am 25. Februar 1880 in Crete.

- Der Politiker John William Chapman wurde in Crete geboren.
- Teri Steer (* 1975), Kugelstoßerin